# Apistobuthus pterygocercus
Espèce
Apistobuthus pterygocercus est une espèce de scorpions de la famille des Buthidae.

## Distribution
Cette espèce se rencontre en Arabie saoudite, au Yémen, en Oman, aux Émirats arabes unis et au Qatar.

## Publication originale
- Finnegan, 1932 : « Report on the scorpions collected by Mr. Bertram Thomas in Arabia. » Journal of the Linnaean Society, London (Zoology), vol. 38, no 258, p. 91–98.